# Conthil

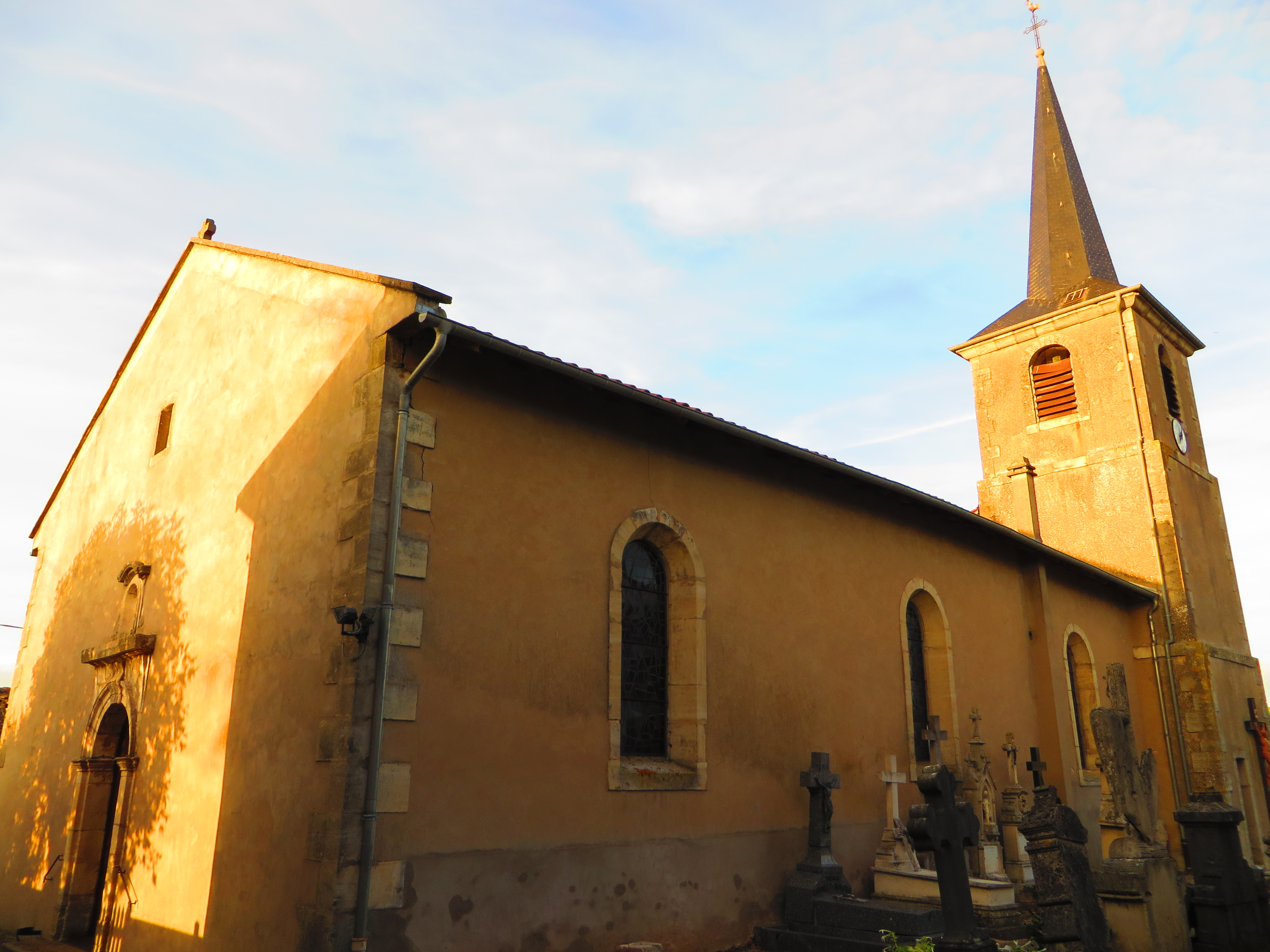
Kirche St. Alexis

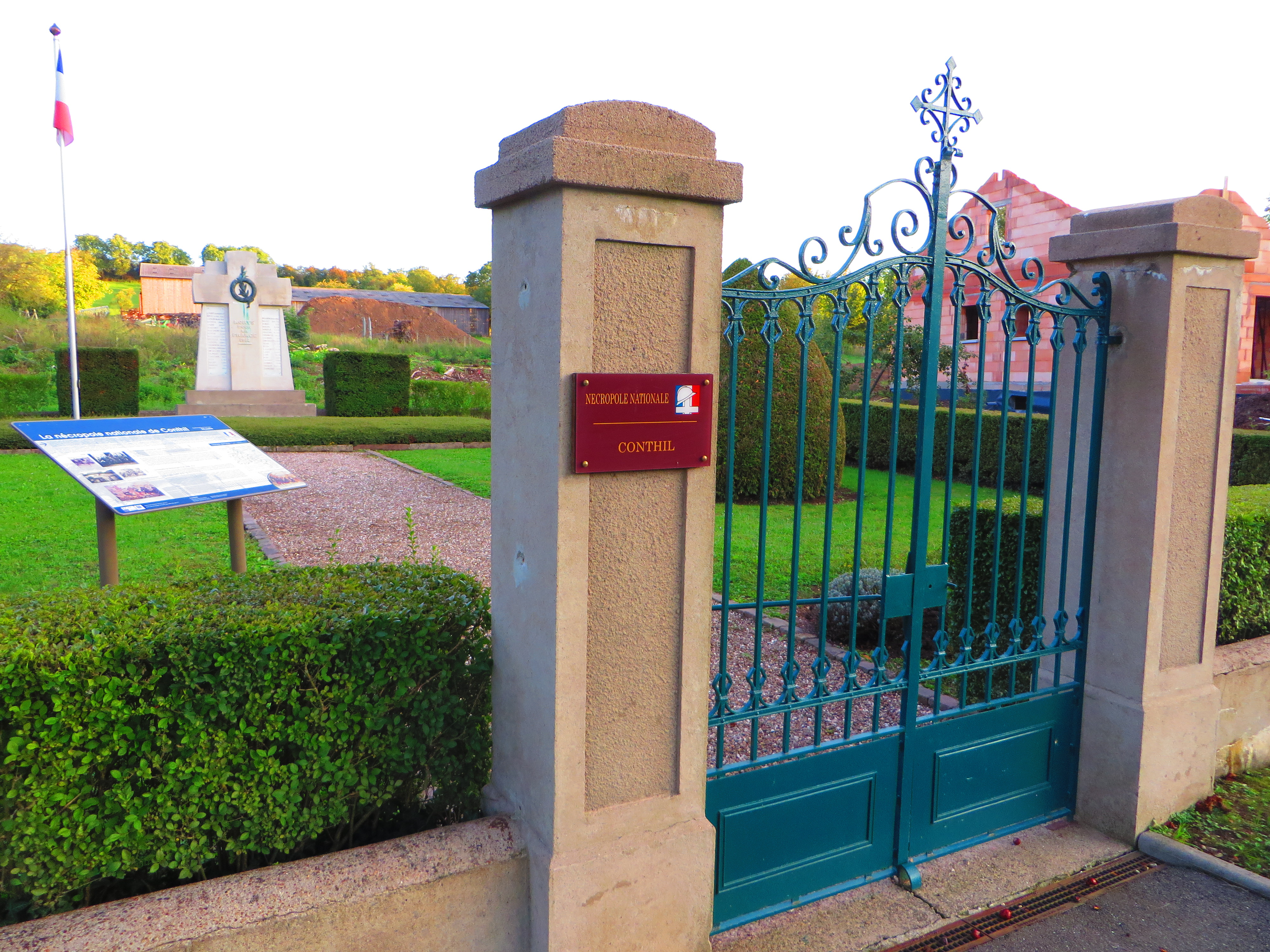
Französischer Soldatenfriedhof

Conthil  ist eine französische Gemeinde mit 136 Einwohnern (Stand 1. Januar 2022) im Département Moselle in der Region Grand Est (bis 2015 Lothringen). Sie gehört zum Arrondissement Sarrebourg-Château-Salins, zum Kanton Le Saulnois und zum Kommunalverband Saulnois.

## Geographie
Conthil liegt in Lothringen im Saulnois (Salzgau), 43 Kilometer südöstlich von Metz, 13 Kilometer nordöstlich von Château-Salins, 24 Kilometer südwestlich von Saint-Avold (Sankt Avold) und fünf Kilometer südlich von Morhange (Mörchingen) zwischen den Nachbargemeinden Zarbeling (Sarbelingen) im Osten und Riche (Reich) im Westen, auf einer Höhe zwischen 219 und 320 Metern über dem Meeresspiegel. Zum 9,28 km² umfassenden Gemeindegebiet gehört auch das südlich liegende Dorf Lidrequin. Die Petite Seille (Kleine Seille) fließt nördlich des Ortskerns durch das Gemeindegebiet.

## Geschichte
Conthil wurde im 9. Jahrhundert erstmals urkundlich erwähnt. Ernest Nègre geht davon aus, dass der Ortsname vom germanischen Namen Cunthild abgeleitet ist.
Die Ortschaft gehörte im 15. Jahrhundert den Grafen von Zweibrücken-Bitsch, kam dann an das Herzogtum Lothringen und wurde 1597 von diesem an die von Hunolstein gegeben.
Ab 1698 gehörte Conthil zur Vogtei von Dieuze. 1793 erhielt Conthil als Couthil im Zuge der Französischen Revolution (1789–1799) den Status einer Gemeinde und 1801 das Recht auf kommunale Selbstverwaltung. Von 1793 bis 1801 war die Gemeinde Hauptort eines Kantons. Sie gehörte von 1801 bis 1871 zum früheren Département Meurthe.
Durch den Frankfurter Frieden vom 10. Mai 1871 kam die Region an das Reichsland Elsaß-Lothringen, und das Dorf wurde dem Kreis Château-Salins im Bezirk Lothringen zugeordnet. Die Dorfbewohner betrieben Getreide-, Gemüse-, Hopfen-, Wein- und Obstbau.
Nach dem Ersten Weltkrieg musste die Region aufgrund der Bestimmungen des Versailler Vertrags 1919 an Frankreich abgetreten werden und wurde Teil des Département Moselle. Im Zweiten Weltkrieg war die Region von der deutschen Wehrmacht besetzt. Unter nationalsozialistischer Herrschaft wurde der Ort 1940 in Kontich umbenannt, 1944 erhielt er seinen ursprünglichen Namen zurück.
Die Ortschaft Lidrequin wurde 1960 eingemeindet. Lidrequin trug von 1871 bis 1919 den deutschen Namen Linderchen. Die Ortschaft hatte im Jahr 1954 23 Einwohner.

### Bevölkerungsentwicklung
| Jahr      | 1962 | 1968 | 1975 | 1982 | 1990 | 1999 | 2007 | 2019 |
| Einwohner | 172  | 205  | 203  | 184  | 179  | 163  | 176  | 153  |

## Wappen
Das Wappen der Gemeinde ist silbern mit einem roten Querbalken in der Mitte, was dem Gemeindewappen von Marimont-lès-Bénestroff entspricht. In der Mitte zeigt das Wappen einen goldenen aufrechten Stab, der ein Attribut des Schutzpatrons Alexius von Edessa ist.

## Infrastruktur
Conthil liegt auf der Départementsstraße D999. Der nächste Flughafen ist der Flughafen Metz-Nancy-Lothringen, er liegt 31 Kilometer nordwestlich von Conthil.